# Operazione Blu
Operazione Blu (in tedesco Fall Blau) era il nome in codice assegnato dalla Wehrmacht alla grande offensiva estiva del 1942 sul fronte orientale. In origine, la denominazione avrebbe dovuto essere Operazione Sigfrido, come l'eroico personaggio della mitologia germanica, ma Adolf Hitler, sopo il mancato successo della precedente Operazione Barbarossa (anch'essa con nome mutuato  dalla tradizione tedesca) preferì usare il più modesto nome di Operazione Blu.
Gli obiettivi politico-strategici di questa seconda offensiva estiva tedesca in Unione Sovietica, limitata al solo settore meridionale del fronte orientale, avrebbero dovuto essere: la distruzione del raggruppamento sovietico sul fiume Donec, la conquista del Donbass, l'invasione del Kuban' e del Caucaso, il raggiungimento del Don e del Volga, la neutralizzazione dell'importante centro manifatturiero di Stalingrado.
Il raggiungimento di questi grandi obiettivi, stabiliti in gran parte personalmente da Hitler, avrebbe permesso alla Germania di ottenere notevoli risorse agricole, energetiche e petrolifere, sufficienti per continuare con successo una lunga guerra aeronavale globale contro le potenze anglosassoni. 
Iniziata il 28 giugno, l'Operazione Blu, nonostante importanti successi tattici e notevoli guadagni territoriali, mancò gli obiettivi strategico-politico-economici fondamentali e condusse l'Esercito tedesco (anche per le continue variazioni imposte da Hitler alla pianificazione originaria) in una situazione strategica difficile e pericolosa, premessa alla successiva catastrofe invernale di Stalingrado.

## La situazione strategica
Al 28 febbraio 1942, il Diario dell'OKH calcolò le perdite totali della Wehrmacht dall'inizio dell'Operazione Barbarossa in 1 005 000 soldati, tra morti (202 000), feriti e dispersi/prigionieri, ovvero quasi un terzo del totale dell'Esercito tedesco impegnato all'Est il 22 giugno 1941. Nonostante questi grandi sacrifici (in tutte le campagne precedenti la Wehrmacht aveva subito solo 218 000 perdite complessive) i risultati ottenuti, per quanto impressionanti, non avevano portato alla attesa vittoria rapida e definitiva; l'Unione Sovietica aveva resistito pur con gravissime perdite umane e territoriali, ed era passata al contrattacco durante l'inverno.
Grazie all'abilità tattica e al coraggio dei soldati e degli ufficiali tedeschi, alle tattiche troppo dispendiose dei sovietici, ancora piuttosto disorganizzati e a corto di risorse, e anche alla risolutezza di Hitler e alla sua decisione di non permettere una ritirata generale allo scoperto nell'inverno russo (che avrebbe potuto trasformarsi in una catastrofe "napoleonica"), l'esercito tedesco era riuscito comunque alla fine di marzo a contenere e fermare in tutti i settori la ostinata e sanguinosa controffensiva invernale

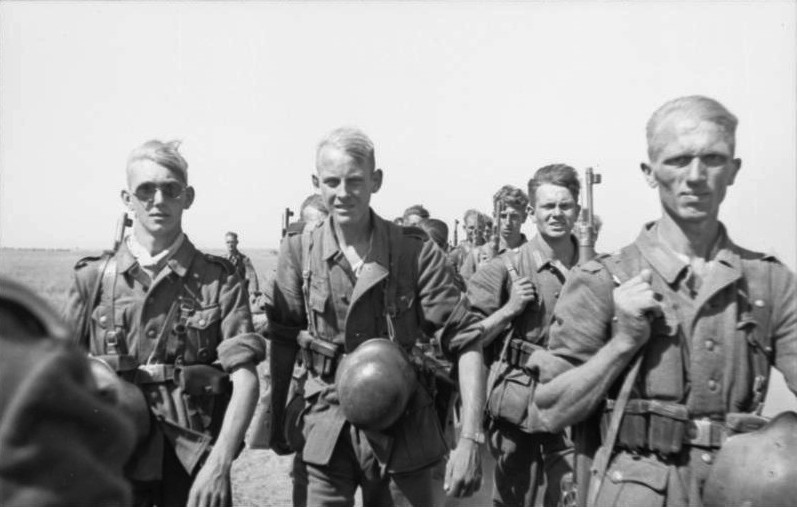
Soldati tedeschi in marcia verso l'Oriente.

Con l'inizio della primavera 1942 le due parti in lotta iniziarono quindi la loro pianificazione per la ripresa delle operazioni sul gigantesco fronte orientale. La decisione fondamentale di Hitler fu quella di riprendere l'offensiva per ottenere finalmente la vittoria definitiva e raggiungere gli obiettivi territoriali e strategico-economici ritenuti da lui necessari per continuare la guerra mondiale a tempo indefinito anche contro le potenze anglosassoni. Le concezioni hitleriane scaturivano da complessi calcoli geostrategici e di economia militare e minimizzavano i problemi puramente tattici e operativi che invece erano al centro delle attenzioni dei generali dell'OKW e dell'OKH.
Cosciente della ristrettezza del tempo a sua disposizione per chiudere vittoriosamente la guerra sul fronte orientale prima di un intervento massiccio e risolutivo della formidabile potenza americana, Hitler decise quindi di abbandonare i piani predisposti dai generali dei Quartier generali per un nuovo tentativo per conquistare Mosca; egli escluse anche totalmente qualsiasi opzione a favore di un mantenimento della difensiva strategica, come ipotizzato dal feldmaresciallo Gerd von Rundstedt già nell'ottobre del 1941.
La sua decisione fu la più ambiziosa date le forze a disposizione: non più praticabile (a causa dell'indebolimento complessivo della Wehrmacht) un attacco contemporaneo su tutte e tre le direttrici principali, il Führer individuò nel settore meridionale l'obiettivo della nuova offensiva, con lo scopo di schiacciare le truppe sovietiche del settore e dilagare quindi verso il Don, il Volga e il Caucaso. L'ottenimento delle risorse economiche del Donbass, del Kuban', della regione di Stalingrado e dei petroli del Caucaso avrebbe risolto molte delle carenze dell'economia di guerra della Germania. Erano attesi anche risultati politici importanti con possibili sollevazioni delle popolazioni musulmane caucasiche; inoltre la pianificazione si spinse (in caso di crollo totale sovietico) fino ad ipotizzare grandiose operazioni dirette verso l'Iran, l'Iraq e la penisola Arabica, eventualmente anche con la collaborazione delle forze del generale Rommel dall'Egitto.
Lo scettico e prudente generale Franz Halder, capo di Stato maggiore generale dell'Esercito tedesco, era alieno da simili grandiosi piani, ma tuttavia negli ambienti dell'esercito (oltre che nell'entourage di Hitler) non mancavano valutazioni ottimistiche provenienti in parte anche da un sentimento di superiorità tecnica presente tra truppe e ufficiali nei confronti del nemico. Quanto a Hitler, egli affermò esplicitamente nelle sue direttive la convinzione di un decisivo indebolimento dell'Armata Rossa a seguito delle catastrofi estive e poi dei sanguinosi scacchi durante la controffensiva invernale e quindi la sua speranza e fiducia in un possibile crollo definitivo della resistenza nemica. Pertanto, dopo una riunione preparatoria il 28 marzo, il 5 aprile Hitler diramò la direttiva n. 41 ("Operazione Blu") che stabiliva nel dettaglio le varie fasi operative previste per ottenere gli scopi strategici fondamentali della campagna dell'estate 1942.

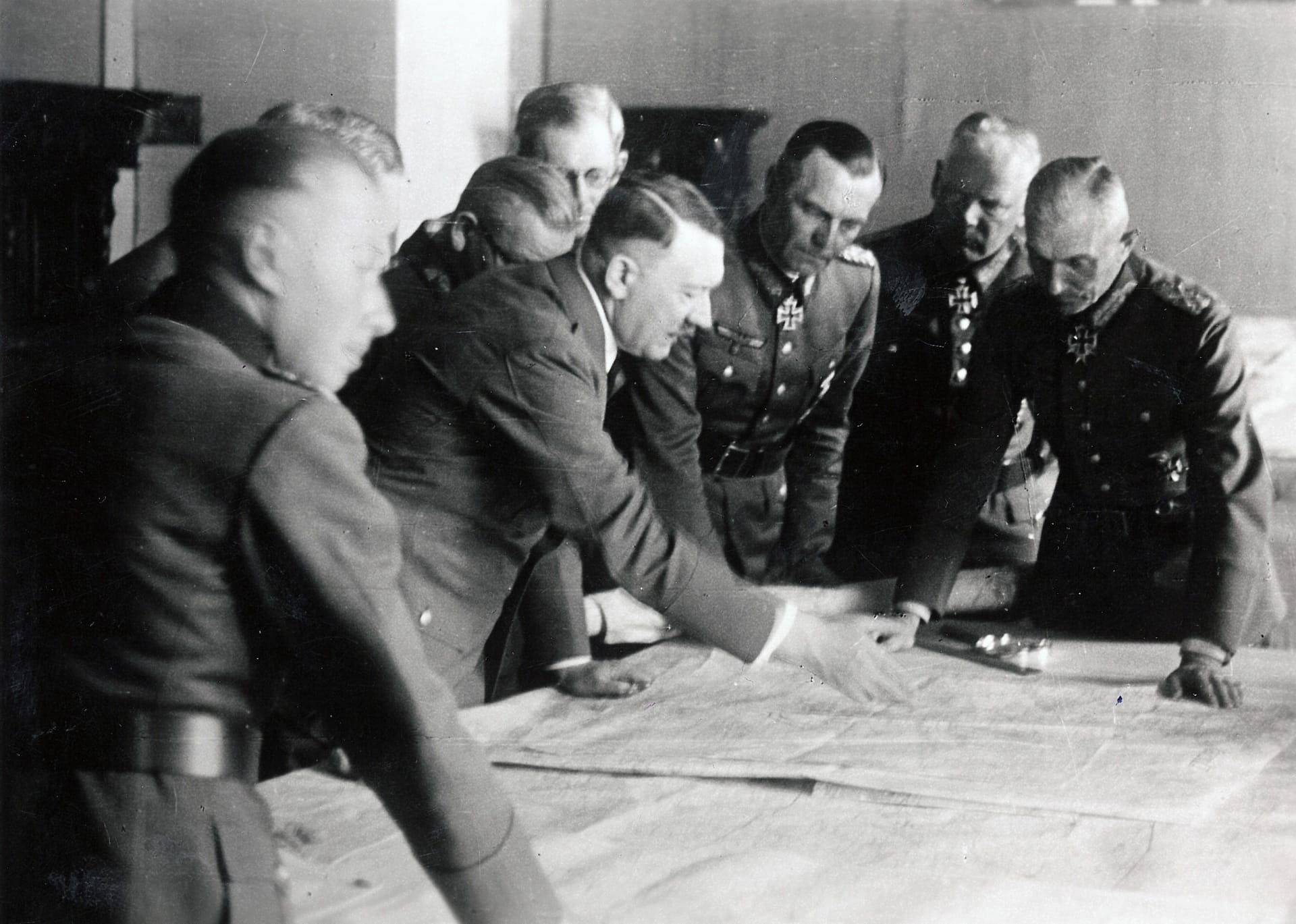
Al quartier generale del Führer: alla sinistra di Adolf Hitler si riconoscono i generali Friedrich Paulus ed Eberhard von Mackensen ed il feldmaresciallo Fedor von Bock.

Il 1º maggio 1942, Stalin proclamò per la prima volta pubblicamente la sua fiducia in una "vittoria definitiva entro il 1942"; questo sbandierato ottimismo (non privo di motivazioni legate al mantenimento del morale e della fiducia nell'esercito e nella popolazione) nasceva da una serie di valutazioni premature e per il momento irrealistiche.

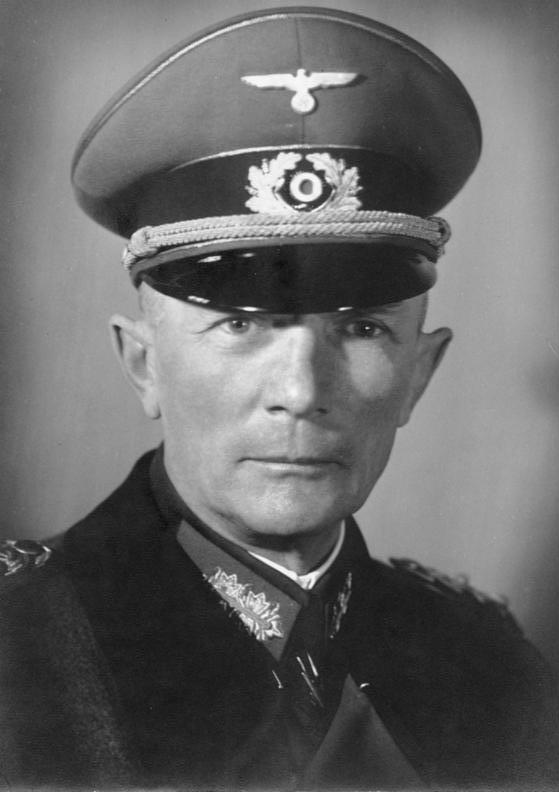
Il feldmaresciallo Fedor von Bock, comandante del Gruppo d'armate Sud.

Stalin considerava, dopo i successi conseguiti nella campagna invernale, indebolito in modo sostanziale l'Esercito tedesco, contava su un netto aumento della produzione bellica negli Urali e in Siberia (dopo la riuscita conclusione dei trasferimenti degli impianti industriali dalle aree invase), sull'apporto delle forniture promesse dagli Alleati occidentali e anche sull'auspicata e attesa apertura di un Secondo fronte in Europa occidentale per colpire alle spalle la Germania e attirare una parte rilevante dell'esercito tedesco impegnato all'est.
L'ottimismo della propaganda di Stalin non era tuttavia condiviso dagli alti comandi. Non essendo fattibile una decisiva offensiva generale per liberare i territori occupati già nel 1942, i generali più avveduti (come il maresciallo Boris Šapošnikov, capo di stato maggiore generale, e il generale Aleksandr Vasilevskij, sottocapo di stato maggiore) avrebbero invece preferito realisticamente l'organizzazione di un solido schieramento difensivo per logorare preventivamente il nemico tedesco. Altri generali, più audaci, premevano per sferrare alcune offensive localizzate su direttrici importanti per scompaginare i preparativi tedeschi e impedire una loro offensiva estiva. In particolare il generale Georgij Žukov, comandante del Fronte Occidentale sulla direttrice di Mosca, caldeggiava una ripresa dell'attacco ad ovest della capitale per distruggere il raggruppamento tedesco di Ržev-Vjaz'ma; mentre il maresciallo Semën Timošenko, comandante del Fronte Sud-Ovest, ipotizzava una grande offensiva nel settore meridionale per liberare Char'kov, Nikolaev e Gomel'.
Stalin esitò, dubbioso sulle possibilità offensive dell'esercito ma incerto anche sulla capacità dell'Armata Rossa di sostenere con ordine una prolungata battaglia difensiva contro la Wehrmacht. La decisione staliniana finale fu particolarmente infelice: escluse difficili offensive generali ma rifiutò anche il progetto del maresciallo Šapošnikov di difensiva strategica; impose invece una serie di numerosi attacchi limitati di disturbo sia a nord nel settore di Leningrado sia a sud in direzione di Char'kov e in Crimea, per intralciare i tedeschi e guadagnare tempo.
Le conseguenze di questa decisione sarebbero state drammatiche per i sovietici: le varie offensive limitate si conclusero in pesanti sconfitte: a nord la 2ª Armata d'assalto del generale Andrej Vlasov fu distrutta nella battaglia del fiume Volchov, mentre a sud le forze del maresciallo Timošenko vennero accerchiate nella seconda battaglia di Char'kov; la Crimea venne totalmente perduta e la fortezza di Sebastopoli cadde in mano tedesca dopo un lungo e sanguinoso assedio. Queste disfatte logorarono le armate sovietiche ancor prima dell'inizio dell'Operazione Blu, rovesciando a favore dei tedeschi il rapporto di forze complessivo principalmente proprio nel settore meridionale del fronte orientale.

## Il piano e gli schieramenti

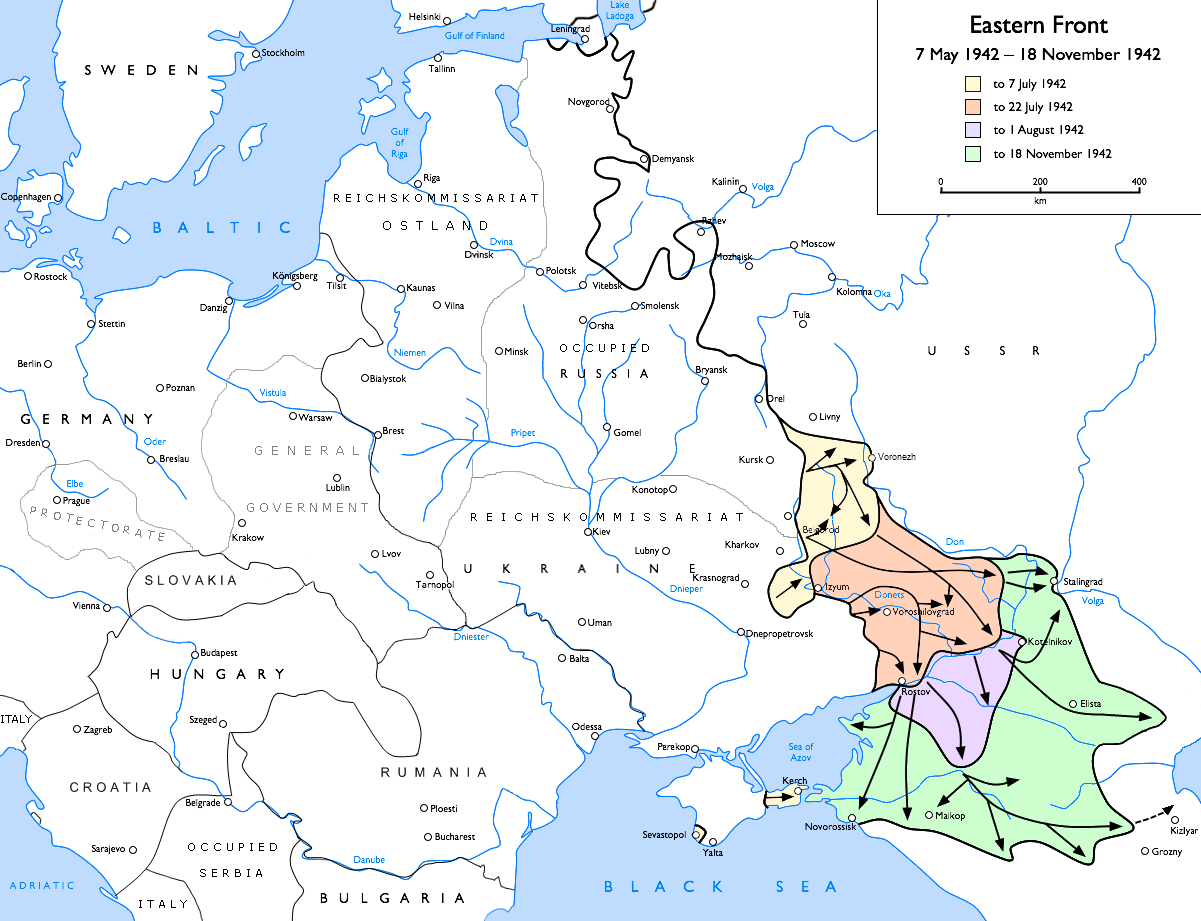
Operazione Blu: Avanzata tedesca dal 7 maggio 1942 fino al 18 novembre 1942
fino al 7 luglio 1942
fino al 22 luglio 1942
fino al 1º agosto 1942
fino al 18 novembre 1942

fino al 7 luglio 1942
     fino al 22 luglio 1942
     fino al 1º agosto 1942
     fino al 18 novembre 1942

### I piani della Wehrmacht

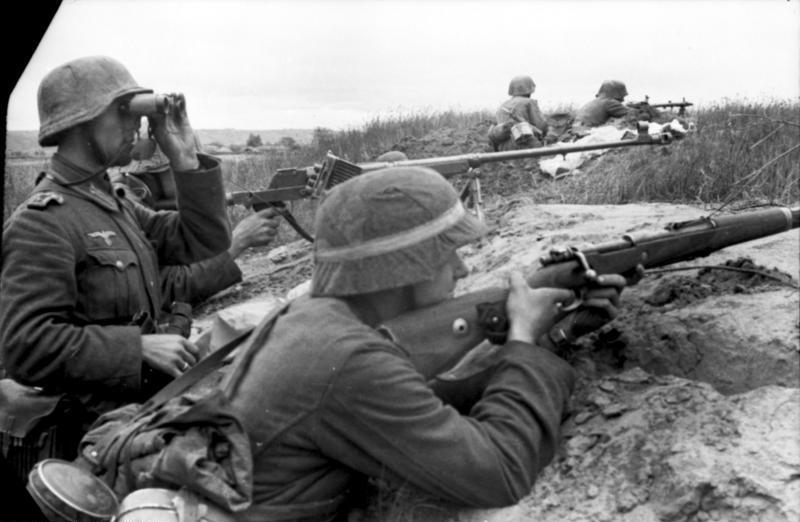
Soldati tedeschi durante la battaglia per Voronež.

Le importanti vittorie tedesche di primavera in Ucraina e Crimea costarono alla già indebolita Armata Rossa la perdita di oltre 400 000 uomini solo come prigionieri, ponendo in tal modo le migliori premesse operative, insieme alle ulteriori operazioni offensive parziali di rettifica del fronte eseguite con successo nel mese di giugno (operazione "Wilhelm" e "Fridericus II"), per l'esecuzione della operazione Blu.
Dopo una serie di rinvii ed uno spiacevole incidente aereo che provocò la divulgazione degli ordini segreti dell'operazione e causò la destituzione del generale Georg Stumme, comandante del 40º Panzerkorps, il reparto coinvolto nella fuga di notizie, l'operazione Blu ebbe inizio il 28 giugno 1942. Essa si articolava, nella versione iniziale della Direttiva n. 41, rielaborata da Halder e dall'OKH, in vari fasi interconnesse da eseguire in successione, con complesse manovre di accerchiamento per circondare in grandi sacche l'esercito sovietico nel settore meridionale e ottenere via libera per l'avanzata in profondità nel Caucaso.
Inizialmente, il fronte doveva essere sfondato nella regione a est di Kursk progredendo poi rapidamente verso il Don e conquistando di sorpresa Voronež (Operazione Blu I); quindi, con un'avanzata lungo la sponda occidentale del fiume, sarebbero state accerchiate le truppe sovietiche ad ovest del Don (Operazione Blu II), nella terza fase una nuova manovra a tenaglia si sarebbe chiusa sul Volga a Stalingrado, conquistando tutta l'area tra il Don, il Volga e Rostov (Operazione Blu III). Distrutte in questo modo tutte le forze sovietiche, conquistate teste di ponte a sud del Don e con i fianchi coperti dal raggruppamento attestato sul Volga, le truppe tedesche si sarebbero quindi lanciate verso sud, con l'obiettivo di raggiungere Majkop, Groznyj, Baku, con i loro grandi giacimenti di petrolio, e di conquistare l'intera area compresa tra il Mar Nero e il Mar Caspio (Operazione Blu IV).
Bisogna rilevare come la città di Stalingrado non rivestisse, inizialmente, un'importanza decisiva nel quadro complessivo dell'Operazione Blu. La città, un importante centro manifatturiero, doveva essere "neutralizzata" (principalmente con bombardamenti aerei) come centro industriale di produzione di armamenti e come nodo di comunicazioni ferroviarie e fluviali. L'aspetto propagandistico legato al nome della città non veniva sottolineato; il raggiungimento del Volga nell'area della città avrebbe dovuto permettere la solida copertura delle comunicazioni del raggruppamento tedesco che si sarebbe spinto nel Caucaso e avrebbe inoltre interrotto i collegamenti della regione caucasica con il resto dell'Unione Sovietica; la conquista del centro abitato non veniva esplicitamente menzionata.

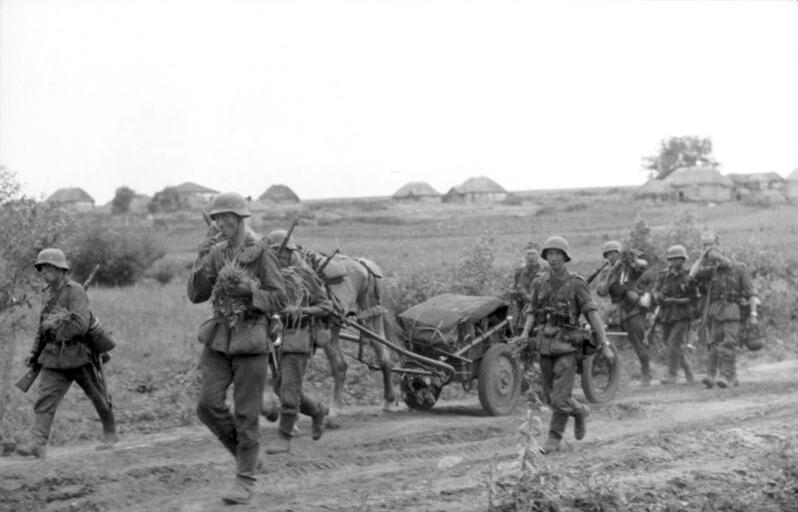
Fanteria tedesca in marcia verso est.

Le forze destinate a compiere questa operazione erano quelle del Gruppo d'armate Sud, al comando inizialmente del feldmaresciallo Fedor von Bock, organizzate in due raggruppamenti operativi: la 2ª Armata tedesca (generale Hans von Salmuth), la 4ª Panzerarmee (generale Hermann Hoth) e la 6ª Armata tedesca (generale Friedrich Paulus) avrebbero marciato su Voronež, mentre la 17ª Armata tedesca (generale Richard Ruoff) e la 1ª Panzerarmee (generale Ewald von Kleist) sarebbero intervenuti in un secondo momento per convergere con il raggruppamento settentrionale in direzione del Volga e poi dilagare nel Caucaso. L'11ª Armata tedesca (generale, poi feldmaresciallo, Erich von Manstein), ancora impegnata nel rastrellamento della Crimea e di Sebastopoli, sarebbe intervenuta ad est dello stretto di Kerč per attaccare il porto di Novorossijsk sul Mar Nero da ovest.
A queste potenti forze offensive tedesche si sarebbero affiancate successivamente, con il progredire dell'avanzata, una serie di armate "satelliti" italiane, rumene e ungheresi che sarebbero state impiegate principalmente in compiti difensivi lungo il Don, non essendo in grado per carenze tattiche, organizzative e di armamenti di svolgere azioni offensive di rilievo. In questo modo sarebbero state disimpegnate divisioni tedesche da impiegare più utilmente in attacco. In dettaglio era previsto l'intervento della: 2ª Armata ungherese (generale Gusztáv Jány), nella regione a sud di Voronež; della 3ª Armata romena (generale Petre Dumitrescu; inizialmente destinata al Caucaso ma che in ottobre sarebbe stata dirottata sul Don in sostituzione delle divisioni italiane spostate più a nord dopo i duri combattimenti difensivi di Serafimovič (cosiddetta Prima battaglia difensiva del Don); l'8ª Armata italiana (generale Italo Gariboldi); schierata sul Medio Don, tranne il Corpo Alpino di cui era previsto l'impiego nel Caucaso.
Il Supporto aereo era garantito dalla Luftflotte 4 del generale Wolfram von Richthofen con circa 1800 aerei da combattimento.
Alla data del 16 giugno 1942 le forze tedesche ammontavano a 52 divisioni di fanteria di vario tipo (fanteria di linea, fanteria leggera, cacciatori da montagna), 9 divisioni corazzate (Panzer-Division), 5 divisioni motorizzate e la divisione Waffen-SS "Wiking"; a ciò si sarebbero aggiunte successivamente 24 divisioni romene (di cui 1 corazzata), 10 divisioni italiane (di cui 1 di cavalleria meccanizzata) e 10 divisioni ungheresi (di cui 1 corazzata), per un totale complessivo di oltre un milione di soldati tedeschi e 600 000 soldati alleati, con circa 2300 carri armati.

### Incertezze ed errori sovietici
La situazione di Stalin e dell'Armata Rossa si era fortemente aggravata dopo il completo fallimento degli attacchi parziali sovietici ideati e condotti principalmente per intralciare i preparativi offensivi tedeschi; le gravi perdite di uomini e materiali indebolirono il dispositivo dell'Esercito proprio nel settore meridionale particolarmente minacciato dal nemico e inoltre i ripetuti fallimenti provocarono un certo scadimento del morale delle truppe dopo il sollievo seguito alla battaglia di Mosca.

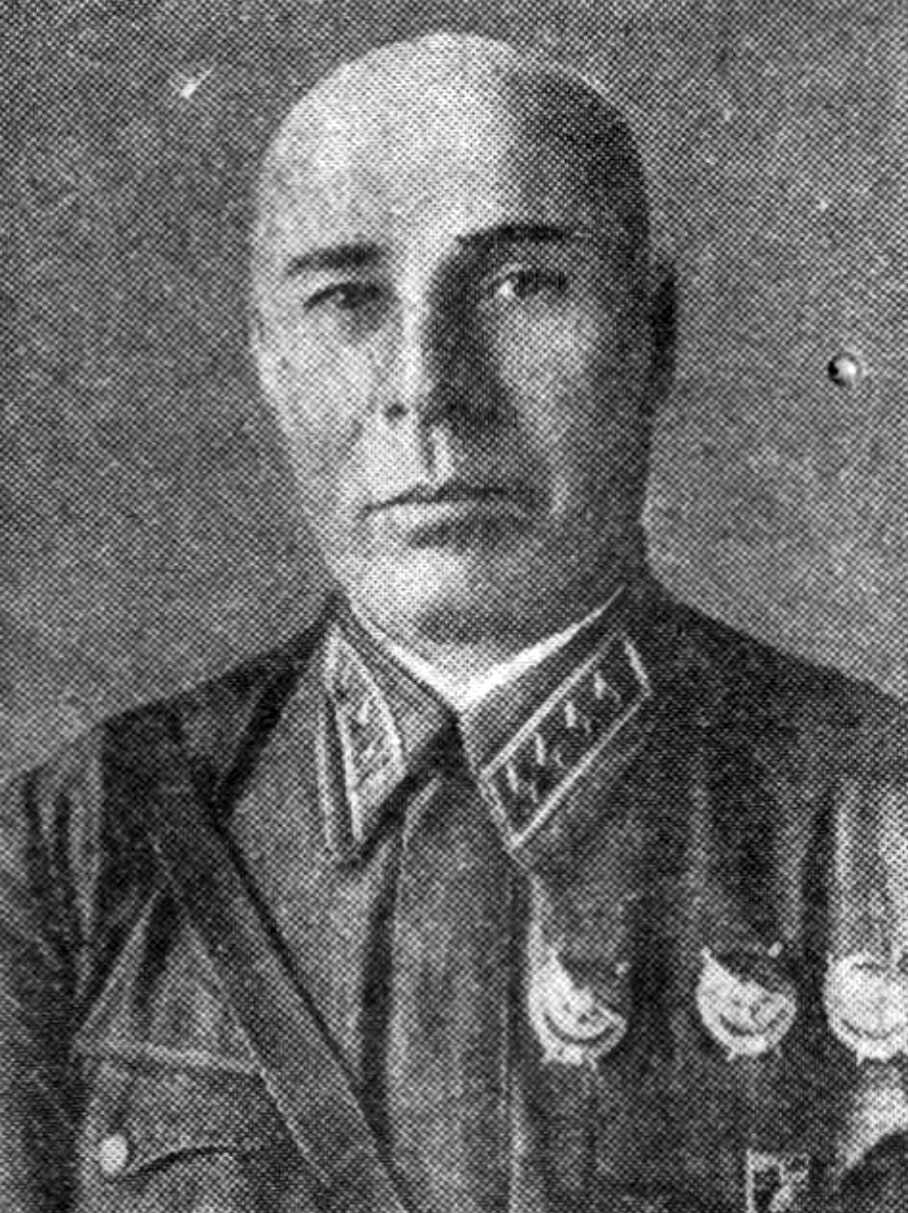
Il maresciallo Semën Timošenko, comandante delle truppe sovietiche nel settore meridionale del fronte

Inoltre la pianificazioni di Stalin e dello Stavka era errata riguardo alle ipotizzate intenzioni del nemico; sia il dittatore sovietico che i generali dello Stato maggiore generale (alla cui guida il generale Vasilevskij avrebbe sostituito per ragioni di salute il 26 giugno il maresciallo Boris Šapošnikov) temevano principalmente una nuova offensiva tedesca per conquistare Mosca, con una marcia da sud sulla direttrice Kursk-Voronež-Tambov-Gorkij (con aggiramento della capitale) o anche per la via Orël-Tula.
Pertanto le principali riserve meccanizzate disponibili (l'Armata Rossa era nel pieno di una complessa riorganizzazione dei corpi corazzati e meccanizzati e stava costituendo le prime armate corazzate) vennero raggruppate in queste regioni allo scopo di coprire Mosca da sud invece di essere impiegate per rafforzare lo schieramento meridionale fortemente indebolito dopo le sconfitte di primavera. Manovre di inganno e depistaggio dei Servizi tedeschi potrebbero aver contribuito a questi errori di valutazione dell'Alto comando sovietico (cosiddetta "Operazione Kreml").
Inoltre, alla fine di giugno, Stalin non aveva del tutto sospeso le sue costose e inutili offensive di disturbo; il Fronte di Brjansk del generale Filipp Golikov (principale obiettivo dell'attacco iniziale tedesco), nell'imminenza dell'operazione Blu, era stato rinforzato con quattro nuovi corpi corazzati (1º, 3º, 4º e 16º Corpo corazzato) proprio per sferrare un'offensiva di alleggerimento nella regione di Kursk. Quindi alla vigilia dell'attacco tedesco, i due fronti meridionali sovietici, Fronte Sud-Ovest del maresciallo Timošenko e Fronte Sud del generale Rodion Malinovskij, erano pericolosamente indeboliti, mentre il Fronte di Brjansk era stato rinforzato non per scopi difensivi ma per sferrare ulteriori attacchi di disturbo per frenare la prevista spinta tedesca su Mosca da sud. La potenza e la direzione dell'offensiva tedesca avrebbero quindi sorpreso e sconvolto lo schieramento e i piani di Stalin e dei generali sovietici.

## L'offensiva tedesca

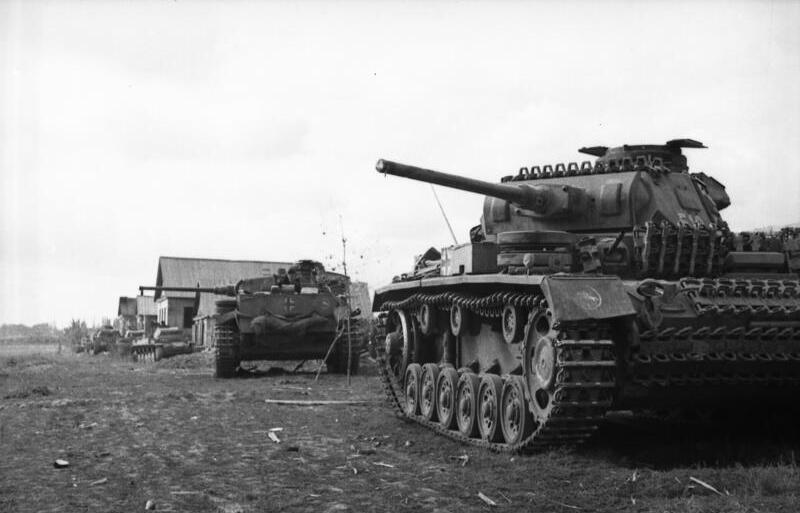
I panzer della 24. Panzer-Division guidano l'avanzata.

### Blau I
L'inizio dell'offensiva tedesca, il 28 giugno, ottenne un grande successo; colte di sorpresa, le forze sovietiche del Fronte di Brjansk (attaccate per prime) non furono in grado di organizzare una difesa coerente. Le potenti masse corazzate della 4ª Panzerarmee del generale Hermann Hoth (24º e 48º Panzerkorps con tre Panzer-Division e tre divisioni motorizzate) penetrarono immediatamente in profondità in direzione di Voronež. Il cosiddetto Mot Pulk (la colonna motorizzata con cingolati e autocarri protetti dai carri armati) avanzò subito fino al fiume Tim e lo superò senza difficoltà; inoltre i panzer respinsero alcuni confusi contrattacchi del 1º Corpo corazzato e del 16º Corpo corazzato, fatti subito intervenire dal generale Golikov.
Stalin, molto allarmato, inviò freneticamente ordini e disposizioni al generale Golikov per cercare di evitare uno sfondamento e inviò sul posto il generale Jakov Fedorenko (capo supremo delle truppe corazzate dell'Armata Rossa) per coordinare l'impiego delle forze corazzate. Lo Stavka cercò di raggruppare forze di riserva mobili per contrastare l'avanzata tedesca e il 4º Corpo corazzato, il 17º Corpo corazzato ed il 24º Corpo corazzato vennero inviati d'urgenza nel settore del Fronte di Brjansk per contrattaccare. Ma le forze corazzate sovietiche entrarono in azione in modo confuso, con scarso coordinamento e a gruppi; lo stesso generale Fedorenko, privo di strutture di comando adeguate, non riuscì a raggruppare le sue forze. La 24. Panzer-Division il 30 giugno, formazione di punta del 48º Panzerkorps, avanzò oltre il fiume Kšen e i carri armati del gruppo corazzato del colonnello Gustav-Adolf Riebel affrontarono e sconfissero i reparti corazzati sovietici che ripiegarono disordinatamente verso Voronež.
Stalin inviò al fronte anche il generale Vasilevskij in persona, per sferrare nuovi contrattacchi allo scopo d'impedire l'avanzata tedesca in direzione di Voronež, e per bloccare la prevista manovra tedesca da sud verso Mosca. Il generale Vasilevskij criticò duramente il generale Golikov per non essere riuscito a fermare il nemico pur disponendo di una forza corazzata superiore numericamente, e organizzò un nuovo concentramento di forze sul fianco sinistro del cuneo offensivo tedesco con l'arrivo da nord della 5ª Armata corazzata del generale A. I. Lizjukov, equipaggiata con 600 carri armati moderni. Gli attacchi della 5ª Armata corazzata (2º Corpo corazzato, 7º Corpo corazzato e 11º Corpo corazzato) non ottennero risultati. Dal 5 luglio al 9 luglio i reparti corazzati sovietici, impiegati in modo frammentario e bersagliati dagli aerei della Luftwaffe, subirono una dura sconfitta da parte delle agguerrite Panzer-Division. In cinque giorni di scontri, la 9. Panzer-Division e la 11. Panzer-Division, raggruppate nel 24º Panzerkorps del generale Willibald von Langermann, respinsero i contrattacchi, e lo stesso generale Lizjukov venne ucciso durante un attacco aereo. La 24. Panzer-Division e la potente divisione motorizzata Grossdeutschland, dipendenti dal 48º Panzerkorps del generale Werner Kempf, poterono proseguire risolutamente su Voronež.

### Battaglia per Voronež
Fin dal 30 giugno, inoltre, anche la poderosa 6ª Armata del generale Friedrich Paulus (rafforzata dal 40º Panzerkorps del generale Leo Geyr von Schweppenburg con altre due divisioni corazzate e una divisione motorizzata) era passata all'attacco più a sud e, manovrando a tenaglia con la 4ª Panzerarmee del generale Hoth, minacciava le truppe sovietiche sul fiume Oskol. Stalin autorizzò una rapida ritirata verso il Don e continuò a rinforzare lo schieramento in difesa di Voronež, su cui stavano convergendo grandi forze tedesche. In questa fase sorse un primo importante contrasto tra Hitler, dubbioso sull'opportunità di insistere su Voronež con il rischio di perdere tempo e uomini, e von Bock (comandante del Gruppo d'Armate Sud) apparentemente desideroso di conquistare la importante città.

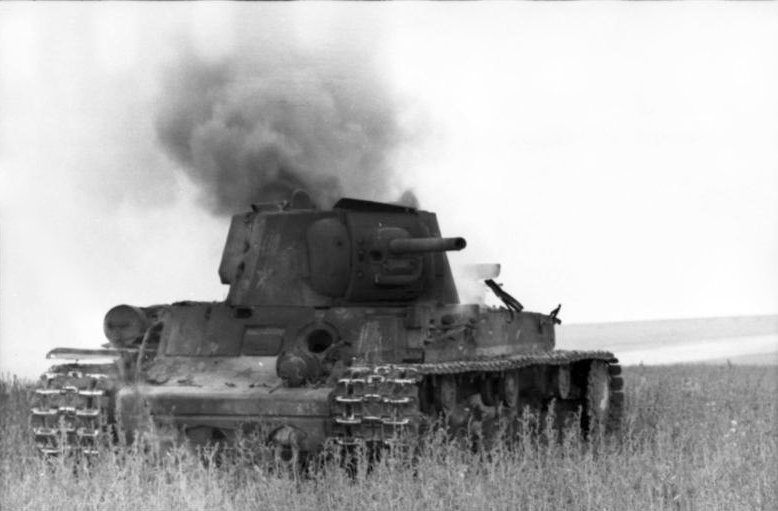
Un carro armato sovietico KV-1 in fiamme, centinaia di carri sovietici furono distrutti durante i primi giorni dell'offensiva.

Il 4 luglio le avanguardie della 24. Panzer-Division e della Divisione motorizzata Grossdeutschland superarono d'assalto il Don e si spinsero fino alla periferia di Voronež, ma i sovietici non rinunciarono a difendere la città. Stalin, oltre ad ordinare al generale Vasilevskij di organizzare i contrattacchi da nord con la 5ª Armata corazzata, costituì un nuovo Fronte di Voronež, affidato all'energico generale Nikolaj Vatutin dopo un drammatico colloquio telefonico con il più pessimista Golikov, e organizzò, per guadagnare tempo e permettere lo sganciamento delle truppe dei fronti meridionali, un'aspra difesa della città con le forze della 40ª Armata, dalla 6ª e 60ª Armata di riserva e con il 4º, il 17º e il 24º Corpo corazzato, rinforzati in un secondo tempo anche dal 18º e 25º Corpo corazzato.
Di fronte ai segni di un rafforzamento della resistenza sovietica a Voronež, Hitler, timoroso di logorare le sue forze corazzate in una battaglia strada per strada, sollecitò l'immediato sganciamento del 48º Panzerkorps verso sud, rinunciando alla conquista diretta della città, ma gli sviluppi della situazione locale il 6 luglio portarono ad un nuovo ripensamento. La Divisione motorizzata Grossdeutschland raggiunse la parte occidentale di Voronež, seguita dalla 3ª e dalla 16ª Divisione motorizzata, mentre i panzer della 24. Panzer-Division ingaggiarono violenti scontri con i carri armati sovietici dentro la città e ottennero alcuni successi. Hitler quindi si fece convincere dal feldmaresciallo von Bock a tentare la conquista della città, ritardando lo sganciamento delle forze mobili del 48º Panzerkorps. Ma il 7 luglio la difesa sovietica si rafforzò e sferrò una serie di contrattacchi che bloccarono l'avanzata delle divisioni motorizzate tedesche verso il fiume Voronež che attraversa la città omonima.
Insoddisfatto a causa della perdita di tempo e dello scarso numero di prigionieri raccolto fino a quel momento - circa 28 000 soldati catturati dalla 4ª Panzerarmee e 45 000 dalla 6ª Armata - il Führer ordinò definitivamente lo sganciamento immediato della 24. Panzer-Division, della Divisione motorizzata Grossdeutschland e soprattutto del grosso della 6ª Armata del generale Paulus verso sud lungo la riva occidentale del Don per proseguire l'avanzata secondo lo schema Blu II, senza attardarsi ulteriormente nella regione di Voronež, dove sarebbero tuttavia rimaste agganciate ancora per settimane alcune divisioni motorizzate impegnate in duri scontri dentro l'abitato.

### Manovra di Millerovo

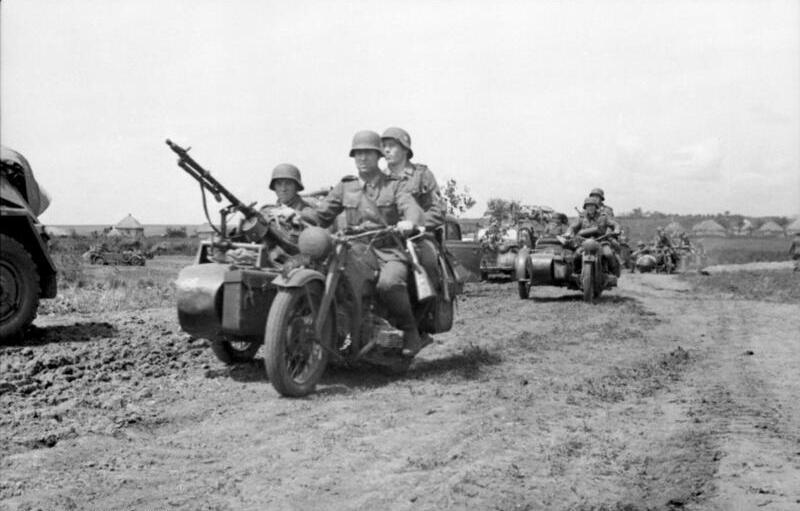
Truppe motorizzate tedesche in avanzata.

Il 7 luglio Stalin, cosciente ormai del pericolo incombente sul settore meridionale del fronte orientale e sul Caucaso, e delle vere direttrici principali dell'offensiva tedesca, ordinò la ritirata generale delle truppe del Fronte Sud-Ovest del maresciallo Timošenko e del Fronte Sud del generale Malinovskij; la minaccia da nord era concreta, e inoltre le forze di riserva disponibili erano state tutte impiegate sul fronte di Brjansk e sul nuovo fronte di Voronež. Su consiglio del generale Vasilevskij, il dittatore aveva deciso questa volta di evitare altri catastrofici accerchiamenti delle truppe sovietiche; era inoltre urgente organizzare nuovi raggruppamenti per predisporre la difesa dell'ansa del Don, di Stalingrado ed anche del Caucaso.
Le forze corazzate della 4ª Panzerarmee e della 6ª Armata, intanto, proseguivano a sud lungo la sponda occidentale del Don, intralciate principalmente dalle carenze delle forniture di carburante più che dalla difesa delle truppe sovietiche in ritirata; all'alba del 7 luglio la 3. Panzer-Division, appartenente al 40º Panzerkorps della 6ª Armata, fece irruzione dentro Rossoš mancando per poco la cattura al completo dello stesso stato maggiore del Fronte Sud-Ovest: il maresciallo Timošenko e i suoi ufficiali sfuggirono all'ultimo momento. 

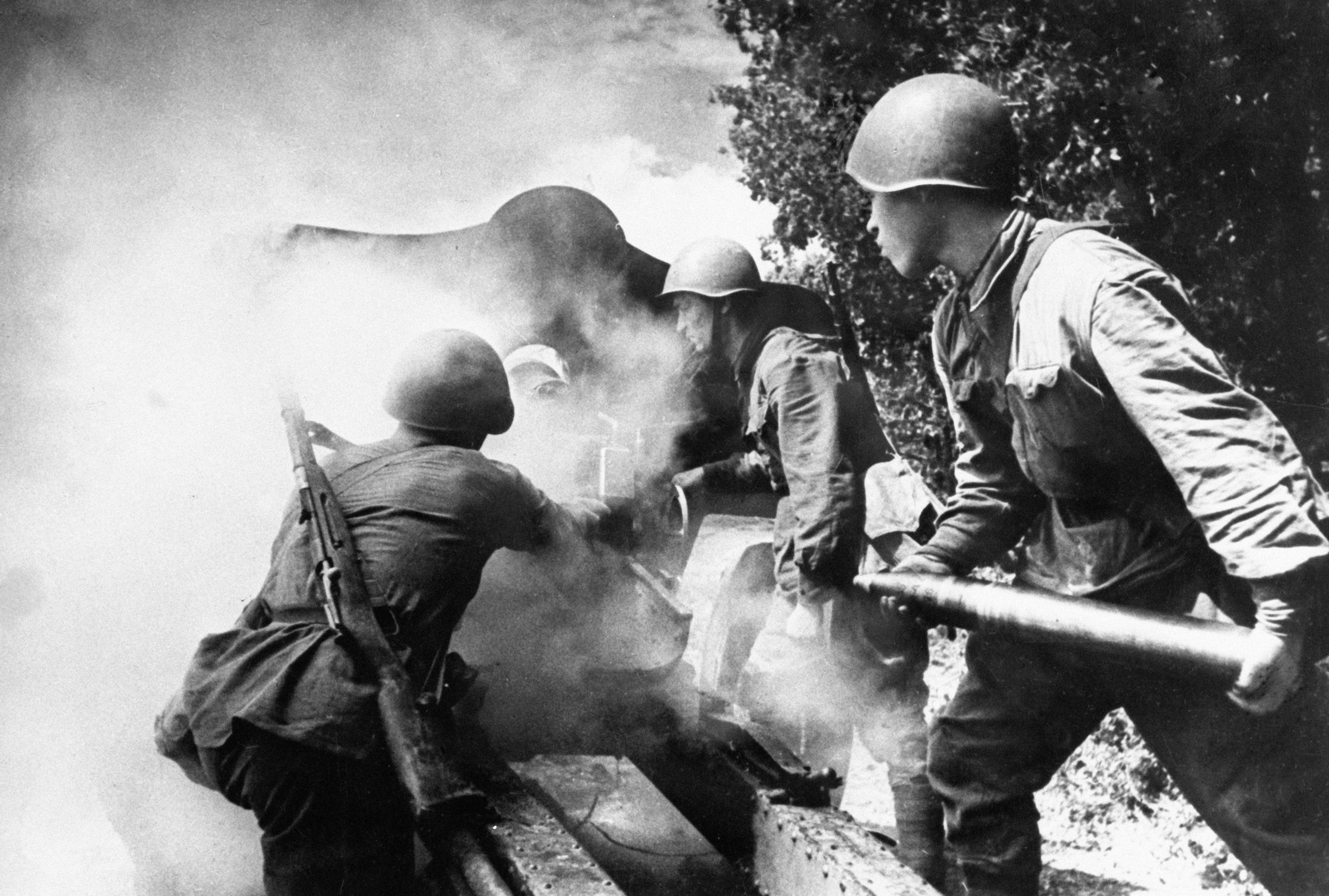
Artiglieri sovietici in azione con un cannone contro-carro.

Infine, il 9 luglio entrò in campo anche il nuovo Gruppo d'armate A del feldmaresciallo Wilhelm List, costituito dalla 1ª Panzerarmee del generale Ewald von Kleist, con altre tre Panzer-Division e la divisione motorizzata Waffen-SS "Wiking") e la 17ª Armata, che passò all'attacco nella regione del fiume Donec in direzione di Starobelsk e di Vorošilovgrad. L'avanzata di questo nuovo raggruppamento, guidato dal 3º Panzerkorps del generale Eberhard von Mackensen con la 14. Panzer-Division in prima linea, fu facilitata dalla scarsa resistenza delle truppe sovietiche, già in ripiegamento verso sud per coprire Rostov.
Nel tentativo di incrementare il numero dei prigionieri, a questo punto Hitler improvvisò, contro il parere del generale Halder e del feldmaresciallo von Bock e in contrasto con il primitivo piano "Blau", una nuova manovra a tenaglia con obiettivo Millerovo; tra il 10 e il 12 luglio grandi forze corazzate tedesche furono inutilmente concentrate in questa regione. Il 40º Panzerkorps e il 51º Corpo d'armata provenienti da nord e il 3º Panzerkorps proveniente da ovest si congiunsero a Millerovo il 16 luglio, ma i risultati furono limitati e la confusione notevole, venne inoltre perso ulteriore tempo che avrebbe permesso alle forze sovietiche di continuare la loro ritirata, piuttosto caotica e demoralizzante, in due direzioni divergenti: il Fronte Sud-Ovest verso l'ansa del Don e Stalingrado, e il Fronte Sud a sud del basso corso del Don e il Kuban.
Deluso dagli insoddisfacenti risultati raggiunti – solo 14 000 soldati catturati – Hitler colse l'occasione di questo nuovo infortunio a Millerovo per destituire il recalcitrante feldmaresciallo von Bock dalla testa del Gruppo d'armate B (nuova denominazione del Gruppo d'Armate Sud dopo la sottrazione delle forze assegnate al feldmaresciallo List), nominando al suo posto il meno prestigioso generale Maximilian von Weichs.

## Inseguimento e ritirata

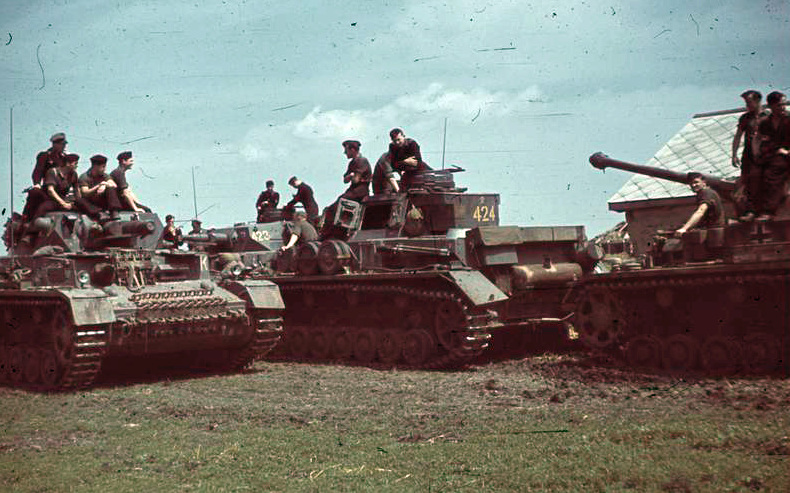
Le divisioni corazzate s'incontrano nella steppa.

Il 12 luglio Stalin costituiva il nuovo Fronte di Stalingrado con tre armate fresche (62ª Armata, 63ª Armata e 64ª Armata) affrettatamente richiamate dalle riserve dello Stavka posizionate nella regione centrale dell'Unione Sovietica. Questo nuovo raggruppamento, affidato momentaneamente al comando del maresciallo Timošenko, aveva il difficile compito di contenere e possibilmente fermare l'avanzata tedesca verso la grande ansa del Don e la città di Stalingrado. Il nuovo Fronte di Stalingrado avrebbe anche radunato i resti delle forze del Fronte Sud-Ovest che stavano battendo in ritirata verso est: la 21ª, 28ª e 38ª Armata con i superstiti del 13º Corpo corazzato, del 22º Corpo corazzato e del 28º Corpo corazzato.
In realtà, in questa fase Hitler aveva concentrato la sua attenzione su una nuova complessa manovra di accerchiamento a Rostov sul Don, ammassando la maggior parte dei suoi carri armati nel Gruppo d'armate A del feldmaresciallo List (comprese la 4ª Panzerarmee del generale Hoth ed il 40º Panzerkorps del generale von Schweppenburg); la 6ª Armata del generale Paulus, con il solo 14º Panzerkorps del generale Gustav von Wietersheim, avrebbe dovuto proseguire autonomamente in direzione di Stalingrado, coperta sulla sua sinistra dal progressivo afflusso delle armate "satelliti" italiana e ungherese.
La nuova manovra di Rostov fu un altro fallimento; le truppe sovietiche sfuggirono ancora alla trappola, lasciando a difendere la città le truppe fanatiche dell'NKVD, che si batterono accanitamente per rallentare l'avanzata tedesca e proteggere i grandi ponti sul Don. Il 23 luglio Rostov cadde in mano, dopo aspra lotta, della 125ª Divisione di fanteria della 17ª Armata; i ponti vennero alla fine conquistati dalla 13. Panzer-Division e dalla divisione motorizzata SS "Wiking": la "porta del Caucaso" era in possesso della Wehrmacht. I russi proseguirono la ritirata nel Kuban', mentre lo Stavka attivava frettolosamente il Fronte del Caucaso settentrionale (al comando del maresciallo Semën Budënnyj) e il Fronte Trans-caucasico (del generale I. V. Tjulenev) per cercare di difendere con mezzi insufficienti queste importanti regioni politico-economiche.

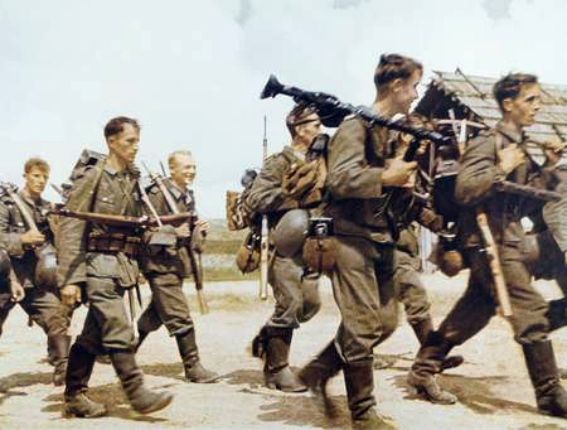
Le divisioni della Wehrmacht avanzano nella steppa nell'estate 1942.

Malgrado la riuscita delle manovre di ripiegamento sovietiche, in questa fase la situazione dell'Armata Rossa era veramente critica; si manifestarono segni di indebolimento della coesione e del morale tra le truppe, nel paese si diffuse il pessimismo, masse di civili abbandonarono nella disperazione le terre invase per cercare scampo all'est; si diffuse la sensazione di una "minaccia mortale" che incombeva sulla sopravvivenza stessa del paese. Stalin e lo Stavka intervennero per sostenere la resistenza rafforzando la disciplina con misure eccezionali, riorganizzando le strutture di controllo politico sull'esercito, organizzando una vasta campagna propagandistica per esaltare l'odio verso il nemico. Il dittatore il 28 luglio diramò il famoso ordine (prikaz) N. 227 in cui, dopo aver descritto realisticamente la situazione, esortava in termini ultimativi alla resistenza, alla disciplina ed alla lotta ad oltranza senza più ripiegare senza combattere.
Il 23 luglio Hitler, stabilitosi nel suo nuovo Quartier generale di Vinnica, diramava la nuova Direttiva N. 45 Braunschweig; convintosi (per la continua e demoralizzante ritirata dei russi) della debolezza irreversibile del nemico, il Führer era nuovamente preda di un eccesso di ottimismo, non condiviso dal generale Halder. Il nuovo piano prevedeva un'offensiva contemporanea sia verso Stalingrado (la cui conquista ora acquisiva una decisiva importanza militare e anche propagandistica) da parte della 6ª Armata del generale Paulus, rinforzata con il 24º Panzerkorps ed eventualmente anche con una parte della 4ª Panzerarmee (Operazione Fischreiher, "Airone"); sia verso i campi petroliferi del Caucaso e i porti del Mar Nero da parte del Gruppo d'Armate A (Operazione Edelweiss). La direttiva, inoltre, si accompagnava con una riduzione delle forze tedesche sul campo, dato che l'11ª Armata del feldmaresciallo Erich von Manstein sarebbe stata diretta a Leningrado e che la 9. Panzer-Division e la Divisione motorizzata Grossdeutschland si sarebbero spostate nel settore centrale del fronte orientale, dove i sovietici continuavano i loro costosi attacchi di alleggerimento.
La nuova avanzata divergente, basata su un'erronea valutazione da parte di Hitler ed anche di alcuni generali tedeschi delle forze in campo e delle capacità di resistenza sovietiche, avrebbe portato alla decisiva battaglia di Stalingrado (iniziata già il 17 luglio) e alla lunga e logorante battaglia del Caucaso, che avrebbero segnato il fallimento finale dell'Operazione Blu e la svolta decisiva a favore dell'Armata Rossa della guerra sul fronte orientale.